# Івано-Франківський тролейбус
Івано-Франківський тролейбус — тролейбусна система Івано-Франківська, яка була відкрита 31 грудня 1983 році (Івано-Франківськ став передостаннім обласним центром, в якому відкрили тролейбусний рух). Забезпечує рух тролейбусів у м. Івано-Франківську комунальне підприємство «Електроавтотранс». 
Станом на 1 січня 2024 р. мережа налічує 8 тролейбусних маршрутів. За 2023 рік тролейбуси перевезли 8,4 млн пасажирів і виконали 2,21 млн км транспортної роботи.
Довжина контактної мережі становить 72,3 км (без мережі в депо), а протяжність маршрутів 137,6 км.

## Таблиця чинних маршрутів
Станом на 08.2023: 
| №       | Початкова зупинка   | Кінцева зупинка   | Кількість випусків | Кількість випусків | Примітки     |
| №       | Початкова зупинка   | Кінцева зупинка   | Робочі дні         | Вихідні дні        | Примітки     |
| ------- | ------------------- | ----------------- | ------------------ | ------------------ | ------------ |
| 2       | Вокзал              | "Пресмаш"         | 6                  | 4                  | розклад руху |
| 3       | Обласна лікарня     | АТ "Родон"        | 7                  | 6                  | розклад руху |
| 4       | вул. Дністровська   | фірма "Барва"     | 3                  | 2                  | розклад руху |
| 5       | Тролейбусне депо    | АС-3              | 6                  | 4                  | розклад руху |
| 6       | Радіозавод          | Європейська площа | 10                 | 7                  | розклад руху |
| 7       | мікрорайон "Каскад" | Європейська площа | 8                  | 4                  | розклад руху |
| 8       | АС 4                | АС 3              | 6                  | 4                  |              |
| 10      | АТ "Родон"          | "Пресмаш"         | 3                  | 0                  | розклад руху |
| Всього: | Всього:             | Всього:           | 43                 | 27                 |              |

## Історія
Тролейбусний рух у місті Івано-Франківськ було відкрито 31 грудня 1983 року. Тоді на маршрут №1 «вулиця Хіміків – Вокзал» протяжністю 10,5 км вийшло 10 тролейбусів моделі ЗіУ-682 (№ 101 – 110). З нагоди запуску нового виду транспорту і святкування Нового року усіх пасажирів перевозили безоплатно. В перші дні – це було щось на зразок атракціону.
Директором Івано-Франківського тролейбусного управління (ІФТУ, як воно називалось в той час) став Леонід Іванович Яковець. Цікавий факт, що Яковець до 1983 року працював у тролейбусному депо м. Сімферополь, а після відкриття тролейбусного депо в Івано-Франківську очолив його та переїхав до Івано-Франківська.
У 1984 році до Івано-Франківська надійшло 5 нових тролейбусів ЗіУ-682 (№111 – 115). Керівництво тролейбусного управління докладало всіх зусиль, щоб машини заводу імені Урицького замінили на сучасніші чехословацькі тролейбуси нової модифікації. Наприкінці року тролейбуси №102, 104 – 107 передані у Полтаву.
У 1985 році на заміну ЗіУ-682, які залишилися і були передані до Севастополя, надійшло 10 вживаних Škoda 14Tr з Луганська, які одержали №116 – 125.
У лютому 1986 року (за іншими даними 25 грудня 1985 року) введена нова тролейбусна лінія до ВАТ «Карпатпресмаш» куди поїхав новий тролейбусний маршрут №2 Вокзал – ВАТ «Карпатпресмаш». Також певний час (у 1987 році) діяв піковий маршрут №3 вул. Хіміків – ВАТ «Карпатпресмаш», який з'єднав мікрорайон «Пасічна» з промисловим районом. Даний маршрут проіснував короткий час і незабаром був скасований.
В цьому ж 1986 році для відкриття нових маршрутів надійшло 15 тролейбусів Škoda 14Tr (№126 – 140), у 1988 – 1989 роках – ще 16 тієї ж моделі (№141–156).
1 червня 1989 року введено односторонню лінію вулицями Дністровська і Галицька через ЦУМ.
15 липня 1989 року введено в експлуатацію ланку тролейбусної мережі від вул.Хіміків до промислового вузла в селі Ямниця. Відкрито новий тролейбусний маршрут №4 Центр – завод «ТОС», який проліг через села Угринів та Ямницю. Таким чином цей маршрут став приміським, одним з небагатьох в Україні такого виду.
У першій половині 1990-х років, у перші роки відновлення незалежності України, Івано-Франківський тролейбус потерпав від нестабільності. Кількість діючих тролейбусів зменшилася із 41 до 29, коефіцієнт використання рухомого складу — з 76% до 47%, а витрати підприємства перекривались доходами лише на 10%.
В 1993 році на посаду директора повернувся Л. Яковець, який кілька років не був директором підприємства. Після того почалось відновлення значної кількості тролейбусів, які не працювали. Таким чином було відновлено розвиток тролейбусного руху в місті.
Нової лінії довелося чекати аж до червня 1994 року, коли відкрили новий маршрут №3 «Вокзал – ВАТ «Родон».
У 1994 році до міста надійшов один новий тролейбус ЮМЗ Т2 (№157) та 3 вживаних Škoda 14Tr (№158 – 160); у 1995 році – 4 ЮМЗ Т1 (№161 – 164) та 6 тролейбусів ЮМЗ Т2 (№165 – 170).
27 серпня 1995 року збудовано нове розворотне кільце поблизу тролейбусного депо. Воно стало початковою зупинкою тролейбусного маршруту №5 «вул. Дністровська – ДКП «Електроавтотранс»».
У 1997 році поступило 5 вживаних тролейбусів Škoda 14Tr з Пльзеня (№ 171 – 175). У 1997 році був введений в дію маршрут №6 «вул. Хіміків – вул. Дністровська». Він працював у пікові години. Його роботу забезпечували 3 тролейбуси. Маршрут був скасований у 2002 році.
Також на початку 2000-х років тимчасово працював маршрут №7 «ВАТ «Івано-Франківськцемент» - Вокзал, який був спеціально організований для доїзду працівників цементно-шиферного заводу в с. Ямниця.
У серпні 2001 року було збудовано нову лінію до мікрорайону «Каскад» та введено в дію тролейбусний маршрут №7 (Вокзал – мікрорайон «Каскад»).
У 2002 році було розпочато будівництво кільцевої лінії від перехрестя вул. А. Мельника і вул. Незалежності, а потім вул. А. Мельника – вул. Сахарова – вул. С. Бандери – вул. Незалежності. 5 грудня 2002 року цю лінію було введено в експлуатацію і з'явилися маршрути №7 «мікрорайон «Каскад» – вул. Сахарова» та №8 «вул. Хіміків – вул. Сахарова».
4 лютого 2005 року було введено в експлуатацію нове розворотне кільце поблизу АС-4 та введено в дію новий маршрут №9 «Вулиця Сахарова – АС-4».
31 грудня 2005 року було введено в експлуатацію ще одне нове кільце поблизу АС-2 та змінено маршрут №6 на «АС-2  – Вокзал».
Нових тролейбусів місту довелось чекати досить довго, більше 10-ти років. Тільки у 2006 році було придбано 1 тролейбус ЛАЗ Е183 (№176), у 2007 році ще 3 тролейбуси даної моделі (№177 – 179), а у 2009 році ще 1 (№180).
4 квітня 2007 року було введено в експлуатацію нову ланку тролейбусної мережі від перехрестя вул. Академіка Сахарова і С. Бандери до Європейської площі. Будівництво пускового комплексу тролейбусної лінії вулицею С. Бандери до Європейської площі розпочато у вересні 2006 року. Довжина нової тролейбусної лінії становила бл. 3 км. До нової кінцевої продовжено маршрут №6 «АС-2 – Європейська площа».
Будівництво нової односторонньої лінії, яка з'єднала кінцеві маршрутів №3 і №7 розпочалося восени 2011 року. У грудні 2011 року введено в експлуатацію нову (880 метрів в одношляховому вимірі) ділянку тролейбусної мережі вул. В. Симоненка між вулицями І. Миколайчука і Вовчинецькою. Витрати на будівництво і облаштування нової ділянки становили бл. 800 тис. грн. Новою тролейбусною лінією подовжено маршрут №3.
З 1 січня 2016 року в місті запрацювала нова маршрутна мережа, в якій більш значну роль почали відігравати тролейбуси (зменшилось дублювання тролейбусних ліній автобусними маршрутами приватних перевізників). В цей же рік почалась закупка вживаних тролейбусів із Європи. В 2016 році місто закуповує 5 високопідлогових тролейбусів та 3 низькопідлогових тролейбусів моделі Gräf & Stift. Всі вони були «спареними/зчленованими» (у народі "гармошки").
15 жовтня 2016 року розпочалося будівництво тролейбусної лінії по вул. Пасічній і вул. Федьковича до Обласної клінічної лікарні.
30 грудня 2016 року відкрито новий тролейбусний маршрут №8 «Обласна лікарня – Європейська площа». Ця лінія стала доповненням маршруту №6, який сполучав Європейську площу з АС-2.
28 серпня 2017 року тролейбусний маршрут №10 подовжено від АС-4 до кінцевої зупинки ВАТ «Карпатпресмаш».
29 вересня 2017 року маршрут №9 був скасований.
26 січня 2018 року було введено в експлуатацію нову ланку мережі від вул. Василіянок по вул. Вовчинецькій до Привокзальної площі.
З 2 квітня 2018 року були оптимізовані деякі тролейбусні маршрути. Маршрути №1 та №6 були об'єднані в один маршрут №6 «Радіозавод – Європейська площа». Маршрут №3 було продовжено до Обласної лікарні. Таким чином він отримав назву «Обласна лікарня – АТ «Родон». Натомість маршрут №8 був скасований.
З 1 листопада 2019 року маршрут №5 «Тролейбусне депо – вул. Дністровська» було відновлено. У робочі дні курсувало 2 тролейбуси, в суботу – 1 тролейбус; у неділю маршрут не працював.
Впродовж 2017-2020 років тролейбусне депо поповнилось ще 15-ма вживаними (9 Gräf & Stift, 2 Škoda 14Tr, 4 Volvo 7000AT) та 29-ма новими тролейбусами моделі БКМ-321.
У листопаді 2021 року введено в експлуатацію нову тягову підстанцію на вул. Р. Гурика. Роботи фінансувалися Європейським банком реконструкції та розвитку у співфінансуванні з міським бюджетом. Підрядна компанія «Плутон» (м. Запоріжжя) провела доставку двох модулів та монтаж тягової підстанції. Паралельно тривали роботи із встановлення опор, контактної мережі тролейбусної лінії від вул. Галицької до кільця вул. Гетьмана Мазепи (біля АС-3) та у зворотному напрямку завдовжки 7 км. В рамках проєкту проведена заміна вуличного освітлення на цій ділянці та облаштування декількох зупинок громадського транспорту.
19 грудня 2022 року у Івано-Франківську відкрита нова тролейбусна лінія за маршрутом №5 «Тролейбусне депо – АС-3», що сполучила два мікрорайони: «Пасічну» та «БАМ». Маршрут тролейбусів проходить такими вулицями: Тролейбусна, Галицька, Північний та Південний бульвари, Р. Гурика та Гетьмана Мазепи. Особливістю даного маршруту є те, що він є повністю «маятниковим» (наразі єдиним такого роду в Івано-Франківську).

## Маршрути
В Івано-Франківську діє 7 тролейбусних маршрутів. Випуск тролейбусів на маршрути подано станом на листопад 2019 року. У робочі дні випуск на маршрут поділяється у «години-пік» та у звичайний час.
| Перелік тролейбусних маршрутів в місті Івано-Франківськ | Перелік тролейбусних маршрутів в місті Івано-Франківськ | Перелік тролейбусних маршрутів в місті Івано-Франківськ | Перелік тролейбусних маршрутів в місті Івано-Франківськ | Перелік тролейбусних маршрутів в місті Івано-Франківськ | Перелік тролейбусних маршрутів в місті Івано-Франківськ | Перелік тролейбусних маршрутів в місті Івано-Франківськ |
| №                                                       | Кінцеві маршрутів                                       | Напрямки | Довжина, км                                             | Час, хв.                                                | Випуск, робочі дні                                      | Випуск, субота/неділя                                   |
| ------------------------------------------------------- | ------------------------------------------------------- | --- | ------------------------------------------------------- | ------------------------------------------------------- | ------------------------------------------------------- | ------------------------------------------------------- |
| 1                                                       | «Вулиця Хіміків — Вокзал»                               | Прямий напрямок: зупинка «ВАТ «Карпатпресмаш»» — вул. Хіміків, вул. Тролейбусна, вул. Галицька, вул. Дністровська, вул. Василіянок, вул. Гаркуші, Привокзальна площа — зупинка «Вокзал» Зворотний напрямок: зупинка «Вокзал» — Привокзальна площа, вул. Вовчинецька, вул. Василіянок, вул. Галицька — зупинка «ВАТ «Карпатпресмаш»» | 9,1                                                     |                                                         |                                                         |                                                         |
| 2                                                       | Вокзал — «ВАТ «Карпатпресмаш»»                          | Прямий напрямок: зупинка «Вокзал» — Привокзальна площа, вул. Вовчинецька, вул. Василіянок, вул. Гаркуші, вул. Богдана Лепкого, вул. Незалежності, вул. Тисменицька, вул. Автоливмашівська 6 — зупинка «ВАТ «Карпатпресмаш»» Зворотний напрямок: зупинка «ВАТ «Карпатпресмаш»» — вул. Автоливмашівська 6, вул. Тисменицька, вул. Незалежності, вул. Богдана Лепкого, вул. Гаркуші, Привокзальна площа — зупинка «Вокзал» | 15,6                                                    | 60                                                      | 6/4                                                     | 4/4                                                     |
| 3                                                       | Обласна лікарня — АТ «Родон»                            | Прямий напрямок: зупинка «Вокзал» — Привокзальна площа, вул. Вовчинецька, вул. Василіянок, вул. Гаркуші, вул. Богдана Лепкого, вул. Незалежності, вул. Івасюка, вул. Стуса, вул. Вовчинецька — зупинка «АТ “Родон”» Зворотний напрямок: зупинка «АТ “Родон”» — вул. Вовчинецька, вул. Симоненка, вул. Миколайчука, вул. Стуса, вул. Івасюка, вул. Незалежності, вул. Богдана Лепкого, вул. Гаркуші, Привокзальна площа — зупинка «Вокзал» | 13,9                                                    | 105                                                     | 7/7                                                     | 7/7                                                     |
| 4                                                       | Вулиця Дністровська — Фірма «Барва»                     | Прямий напрямок: зупинка «Ринок» — вул. Дністровська, вул. Василіянок, вул. Галицька, с. Нижній Угринів, с. Ямниця — зупинка «Фірма “Барва”» Зворотний напрямок: зупинка «Фірма “Барва”» — с. Ямниця, Нижній Угринів, вул. Галицька, вул. Дністровська — зупинка «Ринок» | 20                                                      | 72                                                      | 3/2                                                     | 2/1                                                     |
| 5                                                       | Тролейбусне депо — Вулиця Дністровська                  | Прямий напрямок: зупинка "Тролейбусне депо" - вул.Тролейбусна, вул.Галицька, вул,Дністровська - зупинка "Ринок" Зворотний напрямок: зупинка "Ринок" - вул.Дністровська, вул.Василіянок, вул.Галицька, вул.Тролейбусна - зупинка "Тролейбусне депо" | 7,5                                                     | 34                                                      | 2/2                                                     | 1/-                                                     |
| 5                                                       | Європейська площа — АС-4                                | |                                                         |                                                         |                                                         |                                                         |
| 6                                                       | Європейська площа — Автостанція № 2                     | Прямий напрямок: зупинка «Комерційний технікум» — вул. Степана Бандери, вул. Незалежності, вул. Богдана Лепкого, Привокзальна площа, вул. Вовчинецька, вул. Василіянок, вул. Галицька, вул. Горбачевського — зупинка «АС-2» Зворотний напрямок: зупинка «АС-2» — вул. Горбачевського, вул. Галицька, вул. Хіміків, вул. Тролейбусна, вул. Галицька, вул. Дністровська, вул. Василіянок, вул. Вовчинецька, Привокзальна площа, вул. Гаркуші, вул. Богдана Лепкого, вул. Незалежності, вул. Андрія Мельника, вул. Сахарова, вул. Степана Бандери, Європейська площа, вул. Степана Бандери — зупинка «Комерційний технікум» | 13,0                                                    | 75                                                      | 10/7                                                    | 7/7                                                     |
| 7                                                       | Мікрорайон «Каскад» — Європейська площа                 | Прямий напрямок: зупинка «Мікрорайон “Каскад”» — вул. Симоненка, вул. Миколайчука, вул. Стуса, вул. Івасюка, вул. Незалежності, вул. Андрія Мельника, вул. Сахарова — зупинка «СК “Олімп”» — зупинка «АТП-2222» — зупинка «Європейська площа» Зворотний напрямок: зупинка «Європейська площа» — вул. Степана Бандери, вул. Незалежності, вул. Івасюка, вул. Стуса, вул. Миколайчука, вул. Симоненка — зупинка «Мікрорайон “Каскад”» | 12,4                                                    | 68                                                      | 6/3                                                     | 3/3                                                     |
| 8                                                       | Обласна лікарня — Європейська площа                     | Прямий напрямок: зупинка «Обласна лікарня» — вул. Федьковича, вул. Пасічна, вул. Галицька, вул. Дністровська, вул. Василіянок, вул. Вовчинецька, Привокзальна площа, вул. Гаркуші, вул. Богдана Лепкого, вул. Незалежності, вул. Андрія Мельника, вул. Сахарова, вул. Степана Бандери — зупинка «Європейська площа» Зворотний напрямок: зупинка «Європейська площа» — вул. Бандери, вул. Незалежності, вул. Богдана Лепкого, вул. Гаркуші, Привокзальна площа, вул. Вовчинецька, вул. Василіянок, вул. Галицька, вул. Пасічна, вул. Федьковича — зупинка «Обласна лікарня»                                               | 6,96                                                    |                                                         |                                                         |                                                         |
| 9                                                       | Європейська площа — Автостанція № 4                     | Прямий напрямок: зупинка «Європейська площа» — вул. Степана Бандери, вул. Незалежності, вул. Тисменицька — зупинка «Автостанція № 4» Зворотний напрямок: — зупинка «Автостанція № 4», вул. Тисменецька, вул. Незалежності, вул. Степана Бандери — зупинка «Європейська площа» |                                                         |                                                         |                                                         |                                                         |
| 10                                                      | АТ «Родон» — ВАТ «Карпатпресмаш»                        | Прямий напрямок: зупинка «АТ “Родон”» — вул. Вовчинецька, вул. Симоненка, вул. Миколайчука, вул. Стуса, вул. Івасюка, вул. Незалежності, вул. Тисменицька, АС-4 (Аграрний коледж), вул. Автоливмашівська 6 — зупинка «ВАТ «Карпатпресмаш»» Зворотний напрямок: зупинка «ВАТ «Карпатпресмаш»» — вул. Автоливмашівська 6, АС-4 (Аграрний коледж), вул. Тисменицька, вул. Івасюка, вул. Стуса, вул. Вовчинецька — зупинка «АТ “Родон”» | 13,1                                                    | 70                                                      | 4/—                                                     | —                                                       |

## Тролейбусне депо
Тролейбусне депо розташоване за адресою: місто Івано-Франківськ, вул. Тролейбусна, 40. 

## Рухомий склад
Станом на 1 листопада 2018 року на балансі депо — 53 пасажирських та 1 службовий тролейбус. Понад 70% рухомого складу — це вже давно амортизовані тролейбуси, деяким навіть 28 років. Середній вік рухомого складу — 19 років, з них 9 одиниць віком від 10 до 15 років, 31 одиниця — понад 20 років.
| Статистика рухомого складу станом на 01.11.2018 | Статистика рухомого складу станом на 01.11.2018 | Статистика рухомого складу станом на 01.11.2018 | Статистика рухомого складу станом на 01.11.2018 |
| Модель                                          | Виробник                                        | Кількість                                       | Бортові номери                                  |
| ----------------------------------------------- | ----------------------------------------------- | ----------------------------------------------- | ----------------------------------------------- |
| Пасажирський                                    |                                                 |                                                 |                                                 |
| Škoda 14Tr02/6                                  | Чехія, Škoda Holding                            | 13                                              | 141—144, 146—150, 152—155                       |
| Škoda 14Tr02                                    | Чехія, Škoda Holding                            | 7                                               | 124, 128, 129, 135, 136, 139, 151               |
| Škoda 14Tr03                                    | Чехія, Škoda Holding                            | 1                                               | 159                                             |
| Škoda 14Tr07                                    | Чехія, Škoda Holding                            | 4                                               | 171, 172, 174, 175                              |
| Škoda 14Tr10/6                                  | Чехія, Škoda Holding                            | 3                                               | 182, 195, 196                                   |
| Škoda 15Tr13/6M                                 | Чехія, Škoda Holding                            | 1                                               | 181                                             |
| ЮМЗ Т1Р (Т2П)                                   | Україна, Південмаш                              | 1                                               | 164                                             |
| ЮМЗ Т2                                          | Україна, Південмаш                              | 3                                               | 157, 165, 169                                   |
| ЛАЗ-Е183                                        | Україна, ЛАЗ                                    | 5                                               | 176—180                                         |
| Gräf & Stift GE112 M16                          | Австрія, Gräf & Stift                           | 5                                               | 183—187                                         |
| Gräf & Stift NGT204 M16                         | Австрія, Gräf & Stift                           | 10                                              | 188—194, 197—199                                |
| Службовий                                       |                                                 |                                                 |                                                 |
| КТГ-1                                           | / Україна                                       | 1                                               | ТГ-1 (службовий)                                |
|                                                 | Всього:                                         | 54                                              |                                                 |

Впродовж 2016—2017 років списані 2 тролейбуса ЮМЗ Т1 списані (№ 162, 163).

## Вартість проїзду
Вартість проїзду в електротранспорті встановлюється на підставі рішенням виконавчого комітету Івано-Франківської міської ради.
З відкриттям тролейбусного руху вартість проїзду становила 4 копійки (0,04 руб.). Протягом існування мережі вона поступово підвищувалася:
| Динаміка зростання вартості проїзду | Динаміка зростання вартості проїзду | Динаміка зростання вартості проїзду       |
| Дата встановлення тарифу            | Вартість проїзду, ₴                 | Примітки                                  |
| ----------------------------------- | ----------------------------------- | ----------------------------------------- |
| 1 вересня 2005                      | 0,50                                |                                           |
| 1 серпня 2008                       | 0,75                                |                                           |
| 1 червня 2010                       | 1,00                                |                                           |
| 8 вересня 2011                      | 1,25                                | [ 6 ]                                     |
| 11 лютого 2015                      | 1,75                                |                                           |
| 25 серпня 2015                      | 2,00                                |                                           |
| 1 серпня 2020                       | 6,00                                | При безготівковій оплаті надається знижка |
| 12 липня 2021                       | 10,00                               | При безготівковій оплаті надається знижка |

Відповідно з рішенням виконавчого комітету Івано-Франківської міської ради № 145 «Про пільговий проїзд у міському пасажирському транспорті», в тролейбусах муніципального перевізника КП «Електроавтотранс» для студентів з 15 березня 2017 року передбачена знижка 50 %. Вартість проїзду становить 1 гривню, за умови пред'явлення дійсного студентського квитка.
З 12 липня 2021 року вартість однієї поїздки у тролейбусах та автобусах КП «Електроавтотранс» становить 10 гривень, а в приватних маршрутках — 8 грн. Досі тарифи на проїзд становили — 6 гривень. Проте у пасажирів, які користуються комунальним транспортом, є можливість заощадити. При оплаті безконтактною банківською карткою або за допомогою SMS вартість поїздки становитиме 8 грн. При оплаті транспортною карткою «Галка» — 6 грн, а при оплаті студентською карткою «Галка» — 5 грн.
Якщо пасажир обрав оплату готівкою, то має знати, що водій не зобов'язаний давати решту коштів із більших купюр, ніж 50 грн. Про це йдеться у пункті 3.9.3 «Правил користування міським пасажирським транспортом у Івано-Франківській МТГ». Також слід знати, що купюри мають бути без ознак значних пошкоджень. Якщо ж є купюри більшого номіналу, ніж 50 грн, а водій не має коштів для видачі решти, то є інші способи оплати за проїзд, зокрема, оплатити є можливість:
- транспортною карткою «Галка»;
- банківською безконтактною карткою;
- sms із мобільного телефону;

через мобільний додаток «Easy Wallet»;
- QR-код.

До речі, за проїзд треба оплачувати, якщо поїздка триває навіть одну зупинку.

## Рентабельність
Фактичні витрати на перевезення одного платного пасажира за 2009 рік склали 2,26 ₴ (у 2006 році — 1,05 ₴; у 2007 році — 1,47 ₴, у 2008 році — 1,68 ₴), а рентабельність перевезень знизилась до 72 %.
Виручка, яку підприємство отримує від одного платного пасажира (середній тариф), склала у 2009 році тільки 0,57 ₴, що пов'язано з перевезенням учнів, студентів та громадян по здешевлених місячних проїзних квитках, якими в тролейбусах користується 30 % пасажирів.
Для забезпечення безперебійної роботи електротранспорту та надання надійних та безпечних послуг з пасажироперевезень на міських маршрутах вартість перевезення одного платного пасажира в тролейбусі в розрахунку станом на 2010 рік становив 4,44 ₴ без інноваційної складової; а з врахуванням інноваційної складової вартість перевезення 1 платного пасажира становить 4,97 ₴.

## Перспективи

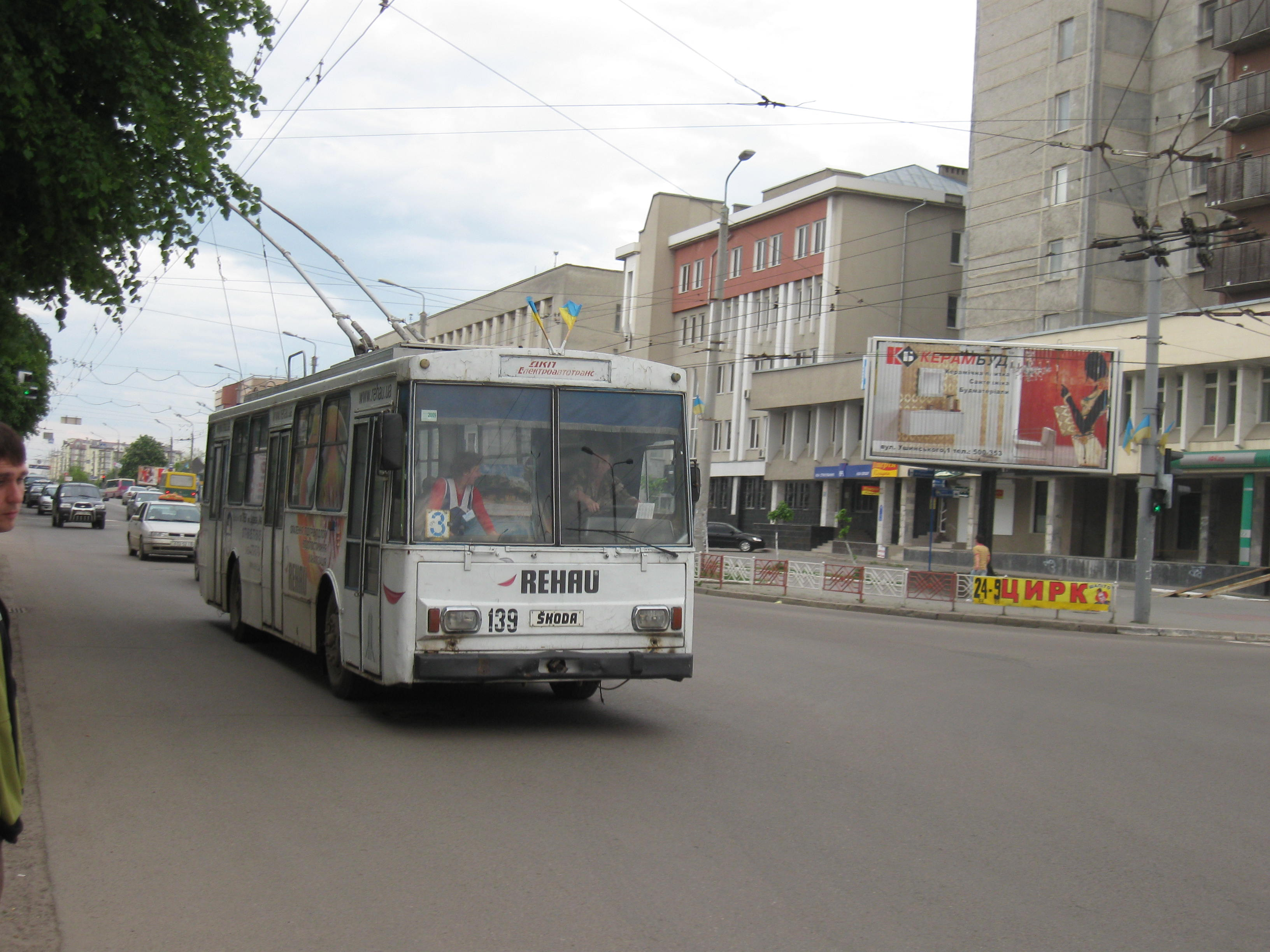
Škoda 14Tr на вулиці Незалежності

- В рамках проекту «Міський громадський транспорт в Україні» планується:
  - за рахунок залучених кредитних коштів Європейського інвестиційного банку під державні гарантії побудувати тролейбусну лінію довжиною 3,3 км на суму в 1,2 млн євро;
  - за рахунок залучених кредитних коштів Європейського банку реконструкції та розвитку під місцеві гарантії придбати 40 тролейбусів на суму в 8 млн євро[12].
- У 2017 році планувалося звести додаткові 7 км тролейбусних мереж, які сполучать досі не охоплений електротранспортом мікрорайон «БАМ».
- У найближчому майбутньому планується будівництво нового тролейбусного маршруту. В першій черзі буде зведена ділянка від Європейської площі по вулицях Євгена Коновальця — Симона Петлюри до кільця на вул. В.Чорновола, в другій черзі — по вул. Довженка до розворотного кільця на вул. Гетьмана Мазепи. Аби тролейбус з'єднав і південну частину міста з іншими його мікрорайонами та курсував від Європейської площі вулицями Петлюри та Довженка, необхідно збудувати тягову підстанцію вартістю вісім млн грн.
- У далекій перспективі планується будівництво тягових підстанцій та двох тролейбусних ліній по вулиці Гетьмана Мазепи і Південному бульвару, що дозволить об'єднати всі тролейбусні маршрути в кільце.